# بايرون كارتر
بايرون كارتر (بالإنجليزية: Byron Carter)‏ هو شخصية أعمال أمريكي، ولد في 17 أغسطس 1863 في جاكسون في الولايات المتحدة، وتوفي في 6 أبريل 1908 في ديترويت في الولايات المتحدة بسبب ذات الرئة.